# Guerra ritualizada

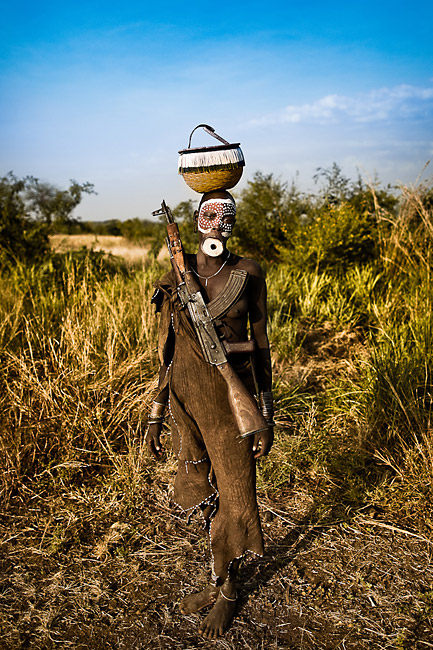
Mujer armada del pueblo mursi (Etiopía).

Porcentajes de hombres muertos en guerras en ocho sociedades tribales (fuente: Lawrence H. Keeley, War Before Civilization).

Guerra ritualizada es el estado continuo o frecuente de guerra en que se hallan algunas sociedades tribales, aunque el concepto puede aplicarse a otras. Las luchas, combates o batallas rituales permiten la exhibición de valor, masculinidad y la expresión de emociones, al tiempo que se causan relativamente pocas heridas o, menos aún, muertes. Tales prácticas ritualizadas pueden verse como una forma de resolución de conflictos o ejercicios psicosociales. Cumplen la función de disolver las tensiones intragrupales y tienen aspectos de juego o deporte sobreexcitado. En ocasiones, la función ceremonial es la más destacada, evidenciándose en lo disfuncional de determinados requisitos rituales para la guerra o el combate. No obstante, la escalada de enfrentamientos, especialmente entre los conflictos interétnicos o interreligiosos puede llegar al máximo nivel de violencia, incluso pretendiendo el total exterminio del enemigo.
Las causas de las guerras tribales o ritualizadas, además de las más materiales, como el control del territorio y los recursos, son la obtención de estatus y prestigio, especialmente en relación de una tribu con otra, con lo que la exhibición de valor cobra una dimensión mucho más importante que la propia victoria, y no se busca primordialmente la eliminación física del enemigo. Así por ejemplo, entre los indígenas americanos existía la práctica de "contar golpes" en enfrentamientos a mano desnuda o con un palo de madera especial, en los que bastaba con tocar el cuerpo del rival, como en una especie de esgrima o boxeo sometidos a reglamento deportivo.
También se la denomina guerra endémica; puesto que es una suerte de guerra perenne, mantenida por la amplia disponibilidad de las armas y que se continúa generación tras generación.
En sociedades tribales, el blood feud (venganza de sangre), emparejado con la práctica del blood wealth (blood money, compensación por sangre, dinero de sangre o precio de sangre), funcionaba como una forma efectiva de control social para limitar y terminar conflictos entre individuos y grupos relacionados por parentesco. En conflictos irresolubles de naturaleza inconciliable o incluso de causas tan antiguas que se han olvidado o mitificado.
La continuidad de las guerras tribales durante la colonización y la descolonización, incluso hasta la actualidad, recibe distintas interpretaciones en cuanto a sus causas y responsabilidades (en los colonizadores o en las estructuras sociales indígenas).

## Ejemplos

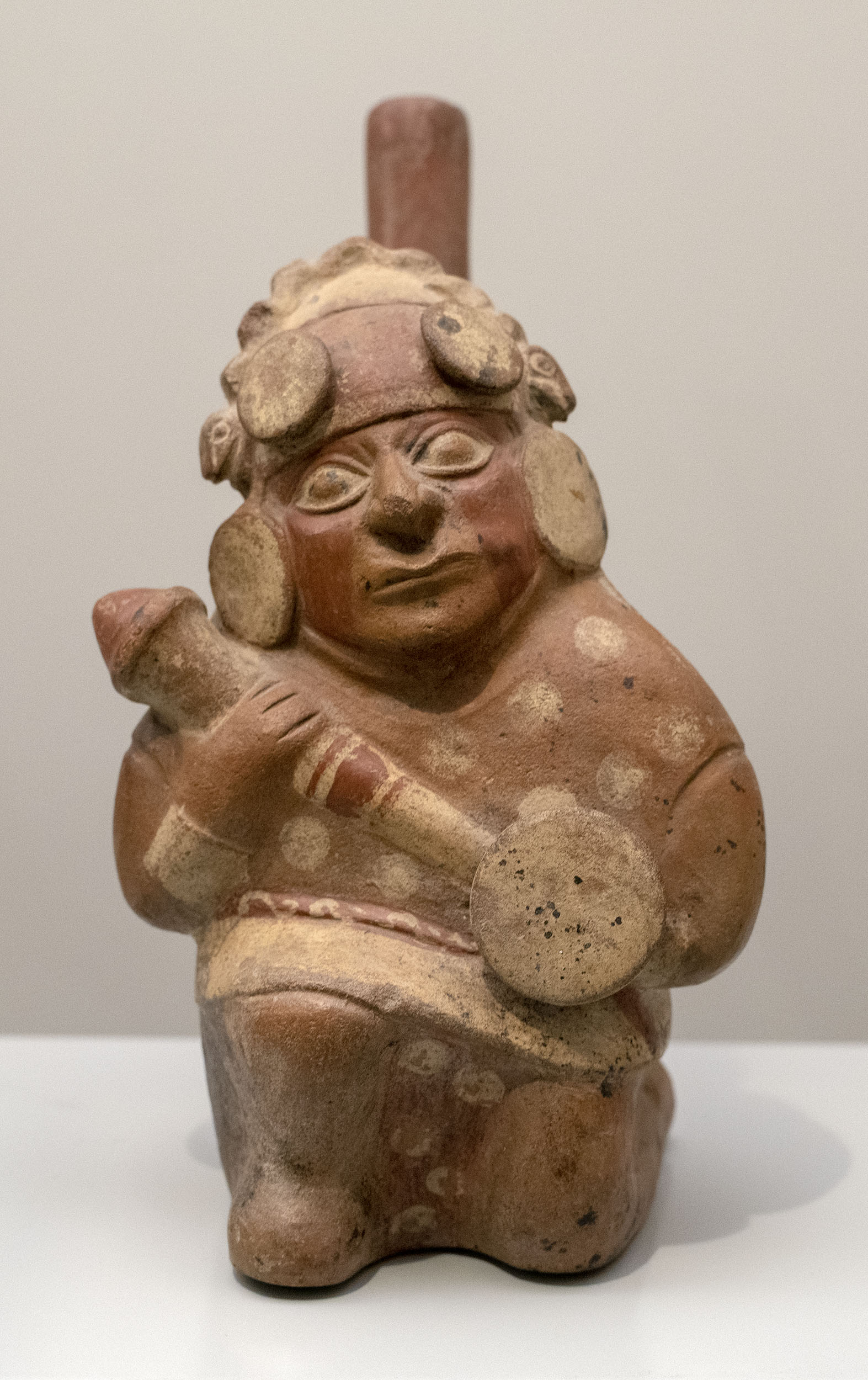
Guerrero con casco, escudo y maza, representado en una vasija ceremonial de la cultura moche.

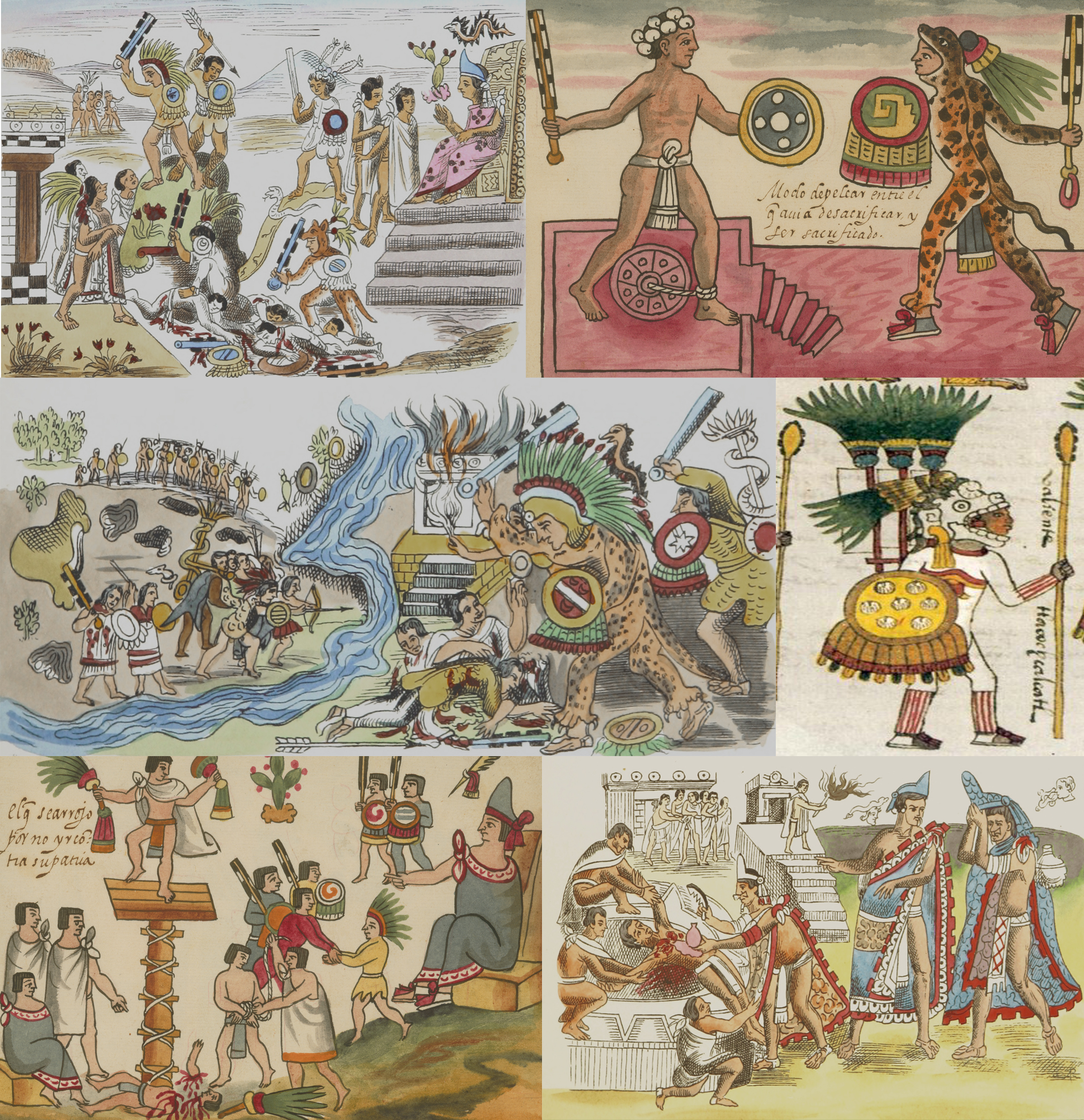
La guerra florida (xochiyáoyotl) representada en ilustraciones de códices mesoamericanos.

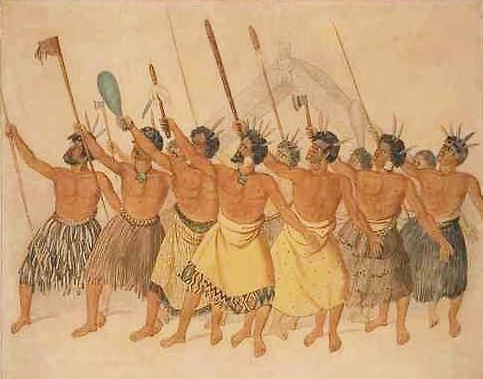
Danza de guerra maorí representada en una ilustración de Joseph Jenner Merrett, ca. 1850.

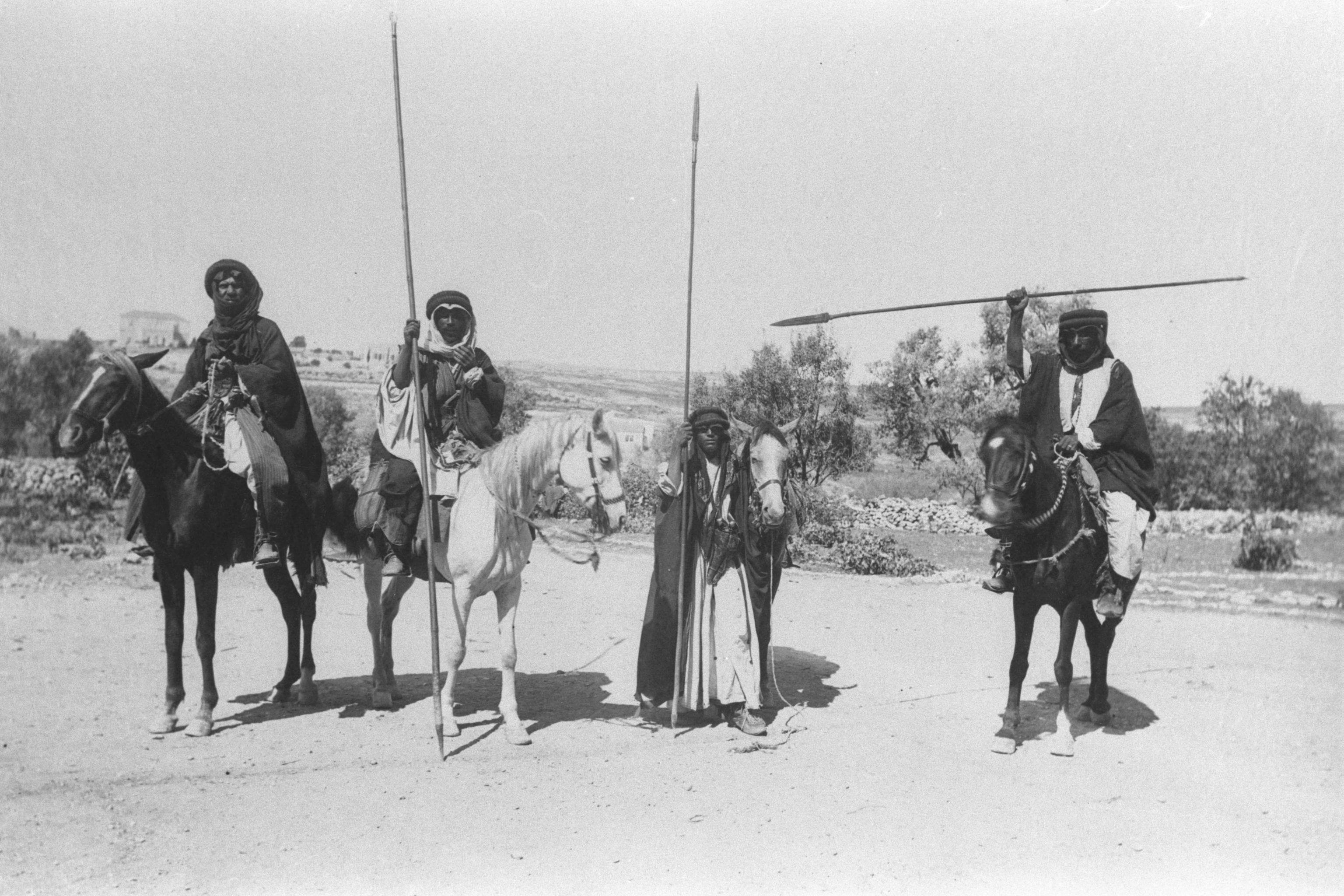
Beduinos armados en una fotografía de 1909. La fascinación de los colonizadores occidentales por las prácticas de guerra ritual entre las tribus árabes del desierto están muy plásticamente representadas en la vida y obra de Lawrence de Arabia.

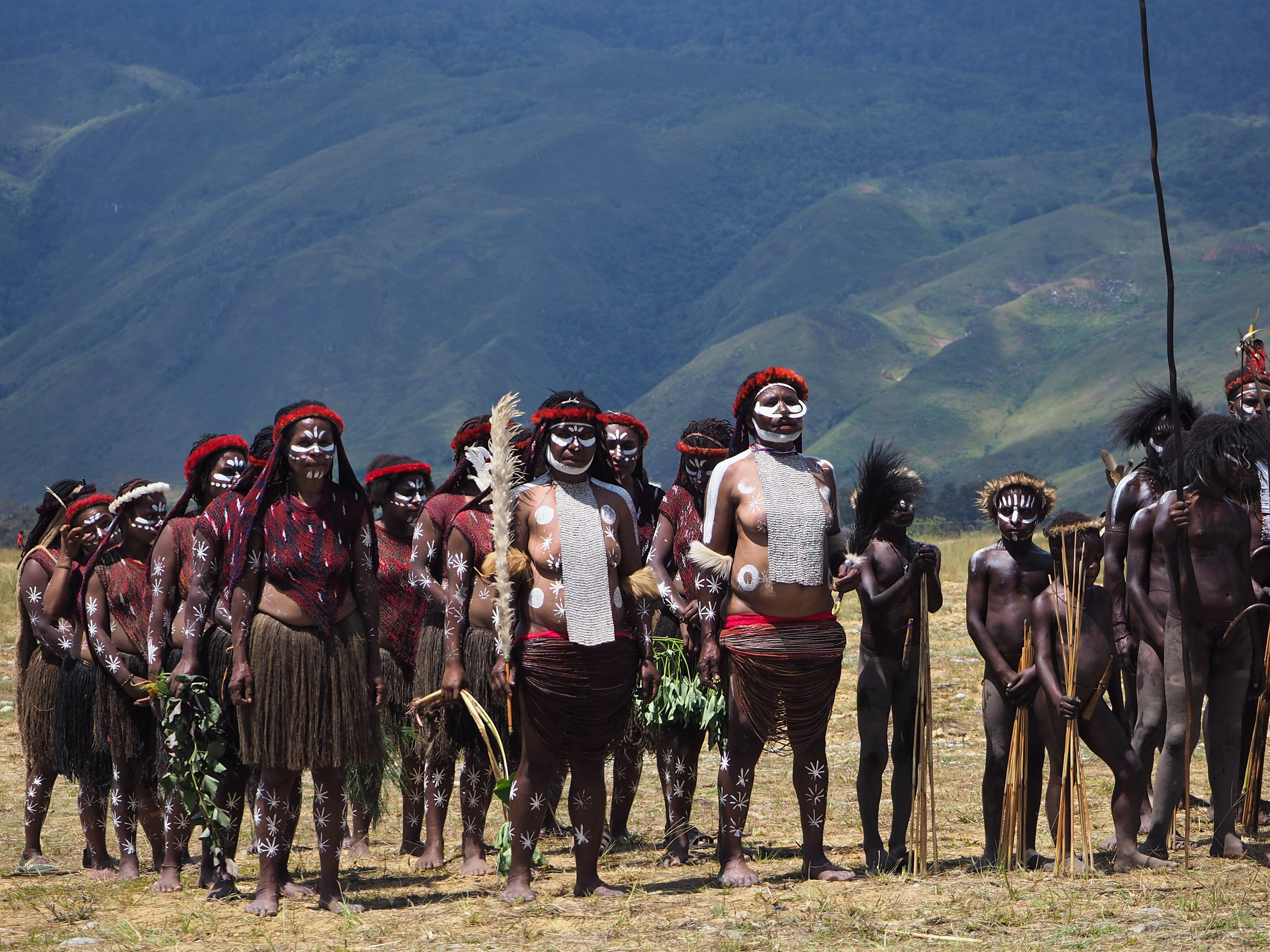
El festival del valle de Baliem, en la provincia indonesia de Papúa, congrega a las diversas tribus de las tierras altas de Wamena, como los dani, los yali y los lani, para representar una guerra simulada, bailes tradicionales, carreras de cerdos y competiciones de instrumentos tradicionales.

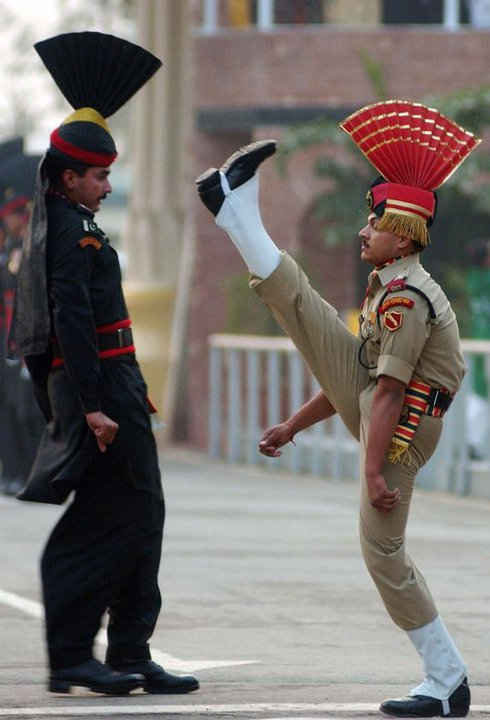
En el paso Wagah-Attari de la conflictiva frontera entre Pakistán e India se representa diariamente desde 1959 una vistosa ceremonia en la que soldados de cada país se acercan marcialmente con una gestualidad exagerada y llamativos uniformes. A pesar de su aparente carácter de desafío o intimidación, no se llega a la violencia.

La frecuencia de la guerra en las culturas de pueblos cazadores-recolectores es objeto de debate. La guerra ritualizada o endémica es un fenómeno común en las sociedades tribales, pero algunas de ellas desarrollan un énfasis particular en la cultura guerrera. 
Roger Caillois señaló que la guerra tribal es más frecuente entre los nómadas y en zonas montañosas.
Entre los pueblos en que con más insistencia se han registrado prácticas de guerra ritualizada están los nuer de Sudán del Sur, los maoríes de Nueva Zelanda, los dugum dani de Papúa, los yanomami del Amazonas (a los que el antropólogo Napoleon Chagnon denominó "el pueblo feroz") y, en general, la mayor parte de los pueblos indígenas americanos, incluyendo los grandes imperios precolombinos, que fueron civilizaciones urbanas muy desarrolladas. Las guerras floridas o Xochiyáoyotl del México prehispánico son un ejemplo muy elaborado, que incluía la antropofagia ritual; mientras que los enfrentamientos entre los incas formaban parte de un complejo ritual sucesorio (luchas entre Huáscar y Atahualpa). En la cultura moche, los combates rituales concluían cuando uno de los combatientes, protegido por escudos y gruesas armaduras, perdía su casco a causa de un golpe de maza. Entre los mapuches existían ceremonias de resolución de conflictos intertribales (coyag) que fueron aplicadas en sus relaciones con los españoles (Quilín, 1641).
La cultura de guerra intertribal está presente desde tiempos remotos en Nueva Guinea. La guerra tribal sigue siendo una forma de vida en las tierras altas de Papúa Nueva Guinea; si en épocas pasadas las únicas armas eran hachas, cuchillos, arcos y flechas, desde finales del siglo XX se calcula que, entre las heridas producidas en luchas tribales, las producidas por armas de fuego han sido entre el 18 % y el 33 %. La permanencia del concepto ha suscitado una codifación de "quince reglas tradicionales de combate" que pretenden evitar mayores daños.
Entre los árabes, particularmente en las tribus nómadas del desierto (beduinos), las prácticas de guerra tribal ritualizada fueron señaladas por Ibn Jaldún.

... su aislamiento en zonas despobladas, su lejanía de guardianes y su desconocimiento de muros y de puertas los obliga a defenderse por sí mismos sin delegar en ningún otro […]. Siempre portan armas, miran con atención a todas partes cuando van de camino, y sólo se permiten un sueño tranquilo, pero siempre corto, cuando están en grupo, en la silla o sobre los bastos. Escuchan con atención rumores y ruidos. […] El valor se ha convertido en ellos en carácter, y la valentía, en naturaleza.
Ibn Jaldún, Introducción a la historia universal (al-Muqaddima)

Las sociedades comunales son bien capaces de escaladas bélicas que puede llegar a la aniquilación entre tribus. Así, en el Amazonas se mantiene una animosidad perpetua entre las tribus vecinas de los jíbaros. Una diferencia fundamental entre las guerras dentro de la misma tribu y las guerras con tribus vecinas es que las guerras entre tribus diferentes son en principio guerras de aniquilación.
Los yanomami del Amazonas practican tradicionalmente un sistema de escalada de la violencia en varios estadios discretos que comienzan con duelos y luchas ritualizados (duelo de golpes de pecho, duelo de bofetadas, lucha con garrotes y lucha arrojando lanzas). La escalada posterior resulta en expediciones de castigo con el propósito de matar al menos a un miembro de la facción hostil. Por último, el estadio superior de la escalada, denominado Nomohoni, es la masacre total provocada por la traición.
Costumbres similares se conocen entre los dugum dani y los chimbu de Nueva Guinea, los nuer de Sudán y los indios de las praderas de Norteamérica. Entre los chimbu y los dugum dani, el robo de cerdos es la causa más común de conflicto, incluso más frecuente que el rapto de mujeres, mientras que entre los yanomami la causa más frecuente del inicio de las guerras son las acusaciones de hechicería. Las "batallas" de los dugum dani tienen un conspicuo elemento de juego, habiéndose documentado la interrupción de la batalla por ambos bandos, que dejan de arrojarse piedras, cuando pasaba un pájaro cuco.
Las ceremonias y los ritos de paso son frecuentes en el acceso de los jóvenes a la condición de guerreros. Es frecuente el requisito de cumplir con una misión particular, en el contexto de un conflicto efectivo (hacer prisioneros, matar un enemigo...); mientras que el reconocimiento se logra por el botín real o simbólico (caballos, prisioneros, cabelleras...).